# Patrick Antaki
Pour les articles homonymes, voir Antaki.
Patrick Antaki (né le 6 mai 1964) est un skeletoneur libanais. Il a représenté son pays lors des Jeux olympiques d'hiver de 2002 et de 2006.